# Таскудик (Байдібека район)
Таскуди́к (каз. Тасқұдық) — село у складі району Байдібека Туркестанської області Казахстану. Входить до складу Жамбильського сільського округу.
До 1993 року село називалось Ортакшил, але до того мало сучасну назву.
Населення — 482 особи (2021; 489 у 2009, 480 у 1999, 522 у 1989).